# فريدريش ميلكيور، بارون فون غريم
كان فريدريش ميلكيور، بارون فون غريم (26 سبتمبر 1723 – 19 ديسمبر 1807) صحفيًا ألماني المولد يكتب باللغة الفرنسية، وناقدًا فنيًا ودبلوماسيًا ومساهمًا في إنسايكلوبيديا أو قاموس العلوم والفنون والحرف. في عام 1765، كتب غريم مقالًا مؤثرًا بعنوان قصيدة غنائية للإنسايكلوبيديا عن الشعر الغنائي وأوبرا ليبرتوس. شأنه شأن ويليبالد غلوك ورانييري دي كالزابيجي، بات غريم مهتمًا بإجراء إصلاحات في الأوبرا. وفقًا لمارتن فونتيوس، أحد المنظرين الأدبيين الألمان، «عاجلًا أم آجلًا سيتوجب تأليف كتاب بعنوان أفكار جمالية عند غريم».

## النشأة
ولد غريم في ريغينسبورغ كابن ليوهان مليتشيور غريم (1682 - 1749) الذي كان قسًا، وسيبيل مارغريت غريم (الاسم عند الولادة كوتش) (1684 - 1774). ودرس في جامعة لايبزغ حيث تأثر بيوهان كريستوف غوتشيد ويوهان أوغست إرنستي، الذي كان مدينًا له إلى حد كبير على تقديره النقدي للأدب الكلاسيكي. عند بلوغه سن ال 19، ألف تراجيديا بعنوان بانيس التي حققت بعض النجاح. وبعد عامين على دراسة الأدب والفلسفة، عاد غريم إلى بلدته الأم، حيث كان قد أقام صلات مع أسرة الكونت شونبورن. في عام 1749، رافق غريم تلميذه، شونبورن الشاب، إلى باريس. وهناك عين الكونت أوغست هينريش فون فريسين غريم كسكرتير له. كتب جان جاك روسو في كتاب الاعتراف أن غريم كان يعزف الهاربسكورد لابن فريدريك الثالث، دوق ساكس غوثا ألتنبرغ، الأمير الوريث الشاب لساكس غوثا، وشغل أيضًا دور قارئ له. 
نضجت معرفته بروسو إلى درجة أنها أصبحت صداقة حميمة، من خلال اهتمام مشترك بالموسيقى والمسرح، وأفضت إلى صلات قريبة مع الإنسايكلوبيديين ديدرو وبارون دي هولباخ وجان لو رون دالمبير ومارمونتيل وأندريه موريليت وهلفتيوس، الذين كانوا يجتمعون في صالون ماري تشارلوت هيبوليت دو كامبيت دو ساوجون. واكتسب بسرعة معرفة تامة باللغة الفرنسية وتمكن بصورة مثالية من فهم أسلوب ومشاعر المجتمع الذي انتقل إليه إلى درجة أن جميع الإشارات إلى أصوله وتعليمه الأجنبيين بدت وكأنها قد امحت. في عام 1750، بدأ غريم بالكتابة عن الأدب الألماني وأفكار غوتشيد لمجلة ميركور دو فرانس الأدبية. وفي عام 1752، في بداية صراع الممثلين الكوميديين، كتب غريم رسالة من غريم حول أومفال. واشتكى غريم من عدم وجود صلة بين نص الليبرتو والموسيقا. أصبح غريم وروسو عدوين لإيلي كاثرين فريرون. في عام 1753، كتب كراسًا فكاهيًا بعنوان نبي بوهيميشبرودا الصغير، الذي كان قصة تعليمية حول ولد بوهيمي يُرسل إلى باريس لرؤية الحالة المؤسفة التي انحدرت إليها الأوبرا الفرنسية. وشكل دفاعه هذا عن الأوبرا الإيطالية أساس سمعته الأدبية. من المحتمل أن أصل كراسه يفسر بشكل جزئي شغفه الكبير بماري فيل، البريما دونا لأوبرا باريس، والتي كانت واحدة من المغنين الفرنسيين القلائل القادرين على تأدية الآريات الإيطالية. وحين رفضته فيل (وبقيت على علاقة مع لويس دو كاهوساك)، أصيب غريم بالخمول. وتولى روسو والخوري راينال الاعتناء به.

## مراسلات أدبية
في عام 1753، سائرًا على خطى غويام توماس فرانسوا راينال، ومع تشجيع من قبل هذا الأخير، بدأ غريم نشرة إعلامية أدبية مع العديد من الملوك والأمراء الألمان. يعود تاريخ العدد الأول من مراسلات أدبية وفلسفية نقدية إلى 15 مايو من عام 1753. بمساعدة من أصدقائه، ولا سيما ديدرو ولويز دو إيبيناي، الذين راجعا العديد من المسرحيات التي كانت دائمة مجهولة المؤلف، خلال فترات غيابه المؤقت عن فرنسا، تمكن غريم بنفسه من أن يستمر بالمراسلات الأدبية، التي كانت تتألف من رسالتين شهريًا نسختا بجهد كبير في مخطوطة من قبل نساخ بعيدًا عن الرقيب الفرنسي في زفايبروكين، عند الحدود في بالاتينات. 
في النهاية، عد غريم بين مشتركيه البالغ عددهم 16 (أو 25): الأميرة لويس دوروثيا من ساكس مينينغين والأميرة كارولين لويس من هيس هاردمشتاد ولويس أولريكا من بروسيا وهنري من بروسيا وكاثرين الثانية من روسيا وليوبولد الثاني والإمبراطور الروماني المقدس وغوستاف الثالث ملك السويد والعديد من أمراء الولايات الألمانية الأصغر، مثل تشارلز فريدريك دوق بادن وكارل أوغست دوق ساكس فايمار ايزيناتش الأكبر وكارل أليكساندر مارجريف براندنبورج انسباخ وويليام هنري أمير ناساو ساربروكن وفريدريش ميشيل كونت بالاتينات زويبروكن. بين عامي 1763 و1766، حاول غريم استقدام فريدريك العظيم كمشترك. وسجلت ماري تيريز روديت جوفرين، التي عادة ما تردد غريم إلى صالونها الأدبي في باريس، ستانيسلاس بونياتوفسكي كمشترك وكتبت له: «ها هو رقمك الأول، إلى جانب رسالة غريم المرافقة. سترى جلالتكم أنه من الهام ألا يكون هناك أي نسخ. فالبلاط الألماني وفي بشدة لغريم في هذا الشأن. حتى أنه بوسعي أن أقول لجلالتكم أن التقصير في هذه المسألة قد يؤدي إلى عواقب وخيمة علي، فالأمر لم يعد بين يدي». 
كانت مراسلات غريم سرية للغاية ولم تخرج إلى العلن خلال حياته. إذ إنها تغطي كامل الفترة تقريبًا الواقعة بين عامي 1750 و1790، إلا أن المجلدات اللاحقة، منذ عام 1773 حتى عام 1790، كانت بشكل رئيسي أعمالًا من تأليف سكرتيره، السويسري جاكوب هنريش مايستر، الذي تعرف عليه في صالون سوزان كورشود، زوجة جاك نيكر. في البداية اكتفى بإحصاء الرؤى الراهنة الأساسية في الأدب والفن وبالإشارة المبطنة إلى محتويات الكتب الجديدة الرئيسية، إلا أن نقده بات بصورة تدريجية أكثر اتساعًا ولاذعًا بصورة أكبر، وتطرق تقريبًا إلى جميع المواضيع، السياسية والأدبية والفنية والاجتماعية والدينية، التي أثارت اهتمام المجتمع الباريسي في تلك الفترة. واتسمت ملاحظاته لمعاصريه بشيء من القسوة وأظهر نقاط ضعف وأنانية المجتمع الذي انتقل إليه، إلا أنه كان غير منحاز في أحكامه الأدبية، وما حدث هو أن الوقت قد أثبت صحة نقده. وهو فرنسي بالكامل في أسلوب وطريقة تعبيره. وهو على وجه الإجمال بارد بعض الشيء في تقديره، غير أنه كان يمتلك ذائقة أدبية رفيعة ودقيقة، وكان شارل أوجستان سانت بوف يرى أن سمو فكره في أفضل أوقاته سيضعه في مقارنة ليست في غير مكانها مع فولتير. وكانت آراؤه الفلسفية والدينية متشككة بالكامل.

## محتوى المراسلات
لعدة سنوات، قام غريم بتقارير حول الرسامين واللوحات في صالون باريس، وخلفه بصورة ناجحة ديدرو، وكان يقدر معماريين مثل جاك جيرمان سوفلوت وكلود نيكولاس ليدوكس، وعالم التاريخ الطبيعي والرياضيات جورج دي بوفون، وعالم الرياضيات ليونارد إيولير وعالم السياسة كوندورسيت. طلب غريم من ديدرو أن يقوم بمراجعة لرحلة حول العالم التي قام بها لويس أنتون دو بوغاينفيل. كان غريم قد لفت الأنظار إلى حالة جين كالاس، وإلى الخلاف بين ديفيد هيوم وروسو وإلى الأخوان مونغولفييه ومدام دي ستايل حين نشرت رسائل في أعمال وطباع جان جاك روسو. وباتت المراسلات واحدة من الوسائل المؤثرة في نشر معلومات زائفة وخبيثة عن روسو. 
لم تنل أوبرا موندونفيل دافنيس وألسيمادور إعجاب غريم، على الرغم من أنه استحسن استخدام اللغة الأكستانية، بصفتها أكثر قربًا للغة الإيطالية، ووفقًا لغريم «في أوبرا زرادشت يتعاقب الليل والنهار، إلا أنه نظرًا إلى أن الشاعر ... لا يستطيع أن يعد إلى الخمسة فقد بات مضطربًا بشدة في تقديره أنه أرغم على جعلها ليلًا ونهارًا مرتين أو ثلاث مرات في كل فصل لكي تنتهي المسرحية عند النهار». وكتب عن كافاريلي وعن بيير أوجستن كارون دي بومارشيه. ولم يكن غريم معجبًا بأنتوان دو ليريس: «يزعم المؤلف أن الجمهور استقبل عمله بتساهل. ولكن الكاتب سيكون ممتنًا عن حق لو بات العمل منسيًا بشكل التام». واستمرت المراسلات التي باتت أقل بدون غريم حتى السنة الثورية لعام 1790.

## صلات
في عام 1755، بعد وفاة الكونت فون فريسين (1727 - 1755)، الذي كان ابن أخ موريس دي ساكس وضابطًا في الجيش الفرنسي، أمن غريم وظيفة سهلة بقيمة 2000 لير فرنسي في السنة كسكرتير لأوامر المارشال دو إستريس في حملة ويستفاليا لعامي 1756 و1757 خلال حرب السبع سنوات. في عام 1759، سمي غري مبعوثًا لبلدة فرانكفورت أم ماين إلى البلاط الفرنسي، إلا أنه حرم من منصبه بسبب انتقاده كومت آل بروغلي في رسالة اعترضتها الشرطة السرية للويس الخامس عشر ملك فرنسا. 

### جان جاك روسو
في عام 1751، قدم روسو غريم للويس دو إيبيناي، التي سيبدأ معها بعد عامين علاقة غرامية ستدوم 30 عامًا، والتي أفضت بعد 4 أعوام إلى قطيعة نهائية بينه وبين ديدرو وروسو. 
قدم غريم ودو هولباش دعمًا ماليًا لوالدة تيريز ليفاسيور. وبدلًا من روسو، رافق غريم لويس دو إيبيناي إلى جنيف لزيارة الطبيب تيودور ترونشين. وكان روسو مقتنعًا أن غريم هو من جعلها حاملًا بطفل.